# Minucciano
Minucciano är en ort och kommun i provinsen Lucca i regionen Toscana i Italien. Kommunen hade 1 981 invånare (2018).